# Emile Thollembeek
Emile Thollembeek, född den 31 januari 1895 i Denderwindeke (i kommunen Ninove), död den 7 juni 1969 i Gent, var en belgisk tävlingscyklist som var professionell från 1921 till 1935. Han vann landsvägsloppet Scheldeprijs 1923, varefter han började inrikta sig på banlopp i stället och blev där belgisk mästare i stayer 1932 och vann Gents sexdagarslopp 1926 (i par med César Debaets).

## Meriter
| 1921 8:a i Paris–Bryssel 1922 5:a i Flandern runt 1923 Vinnare av Scheldeprijs 6:a i Paris–Bryssel 6:a i linjelopp vid Belgiska mästerskapen 9:a i Schaal Sels 1924 8:a i Paris–Bryssel | \| Sexdagarslopp 1924/1925 3:a i Berlins sexdagars (mar.) med César Debaets 1925/1926 2:a i Bryssels sexdagars (dec./jan.) med Alois Degraeve 3:a i Gents sexdagars (okt./nov.) med Lucien Buysse 1926/1927 Vinnare av Gents sexdagars (okt./nov.) med César Debaets 2:a i Berlins sexdagars (jan.) med Paul Buschenhagen 3:a i Dortmunds sexdagars (mar.) med Pierre Rielens 1927/1928 2:a i Berlins sexdagars (nov.) med Oskar Tietz 1930/1931 2:a i Berlins sexdagars (mar.) med Oskar Tietz \| Belgiska mästerskap 1928 3:a i stayer 1931 2:a i stayer 1932 Belgisk mästare i stayer 1933 2:a i stayer 1934 2:a i stayer \| |
| 1924/1925 3:a i Berlins sexdagars (mar.) med César Debaets 1925/1926 2:a i Bryssels sexdagars (dec./jan.) med Alois Degraeve 3:a i Gents sexdagars (okt./nov.) med Lucien Buysse 1926/1927 Vinnare av Gents sexdagars (okt./nov.) med César Debaets 2:a i Berlins sexdagars (jan.) med Paul Buschenhagen 3:a i Dortmunds sexdagars (mar.) med Pierre Rielens 1927/1928 2:a i Berlins sexdagars (nov.) med Oskar Tietz 1930/1931 2:a i Berlins sexdagars (mar.) med Oskar Tietz | 1928 3:a i stayer 1931 2:a i stayer 1932 Belgisk mästare i stayer 1933 2:a i stayer 1934 2:a i stayer |